# (27423) Dennisbowers
(27423) Dennisbowers est un astéroïde de la ceinture principale.

## Description
(27423) Dennisbowers est un astéroïde de la ceinture principale. Il fut découvert le 3 mars 2000 aux Monts Santa Catalina par le projet CSS. Il présente une orbite caractérisée par un demi-grand axe de 2,36 UA, une excentricité de 0,11 et une inclinaison de 5,3° par rapport à l'écliptique.

## Compléments